# Olympische Sommerspiele 1996/Teilnehmer (Monaco)
| Gelbes Symbol für Goldmedaillen mit stilisierten Olympischen Ringen | Graues Symbol für Silbermedaillen mit stilisierten Olympischen Ringen | Braundes Symbol für Bronzemedaillen mit stilisierten Olympischen Ringen |
| ------------------------------------------------------------------- | --------------------------------------------------------------------- | ----------------------------------------------------------------------- |
| —                                                                   | —                                                                     | —                                                                       |

Monaco nahm bei den Olympischen Spielen 1996 in Atlanta zum 15. Mal an Olympischen Sommerspielen teil. Die Delegation umfasste drei Athleten (zwei Männer und eine Frau).

## Teilnehmer nach Sportart

### Judo
- Thierry Vatrican
Männer, Halbmittelgewicht: 17. Platz

### Schießen
- Fabienne Diato-Pasetti
Männer, Luftgewehr 10 m: 39. Platz

### Schwimmen
- Christophe Verdino
Männer, 100 m Brust: in der 1. Runde ausgeschieden (1:05,66 min; 36. Platz)
Männer, 200 m Brust: in der 1. Runde ausgeschieden (2:20,77 min; 28. Platz)